# 巴恩博格城堡

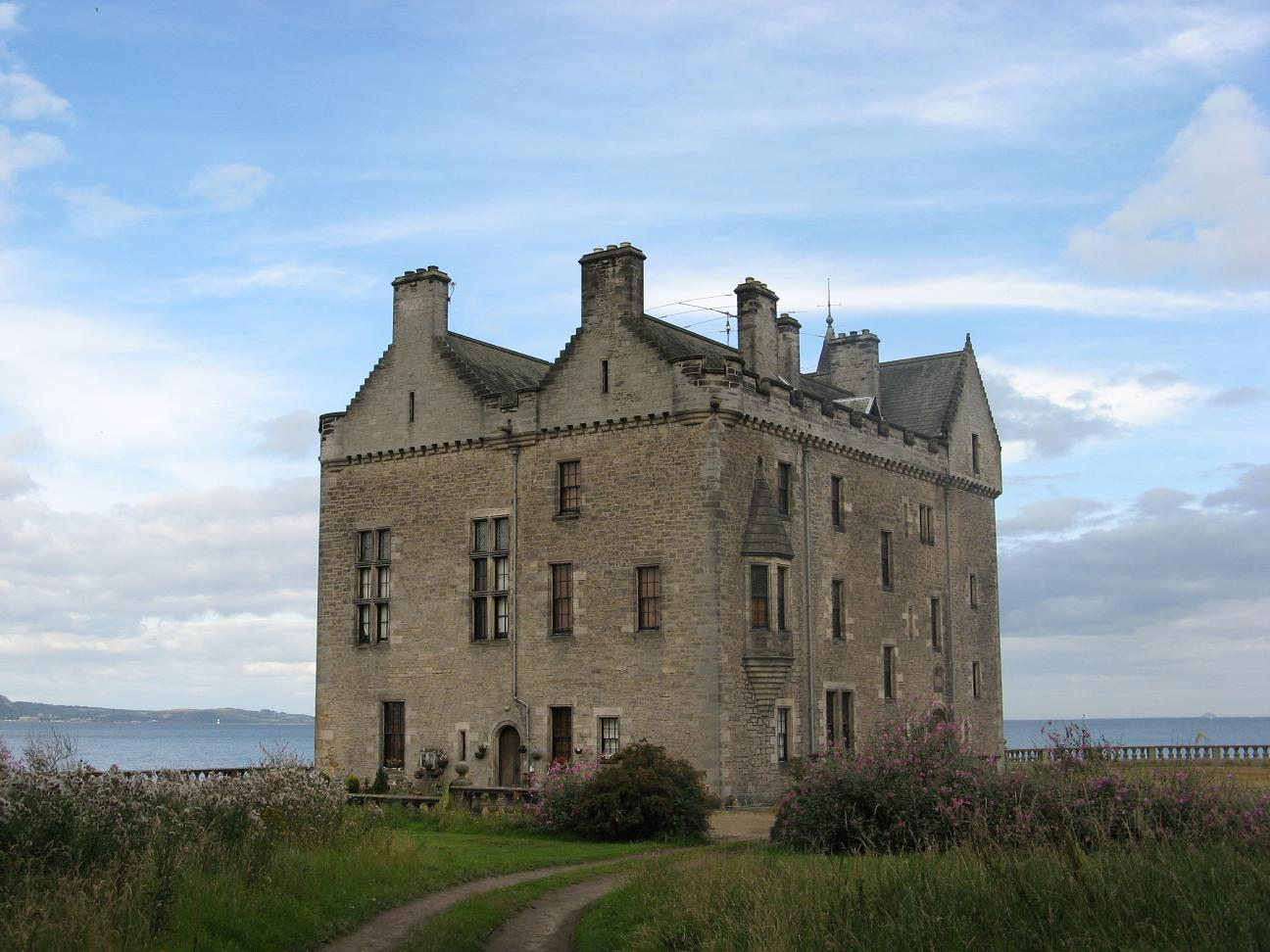

巴恩博格城堡（Barnbougle Castle）是英國蘇格蘭的建築，位於福斯灣南岸。這座建築的歷史可以追溯至13世紀，但現在的建築是由第五代羅斯伯里伯爵阿奇博爾德·普里姆羅斯修建於1881年。

## 外部連結
- Rosebery Venues web site （页面存档备份，存于）